# Brzustówek-Kolonia
Brzustówek-Kolonia [pronunciación en polaco: /bʐusˈtuvɛk kɔˈlɔɲa/] es un pueblo ubicado en el distrito administrativo de Gmina Opoczno, dentro del condado de Opoczno, Voivodato de Łódź, en el centro de Polonia. Se encuentra a unos 6 kilómetros al noroeste de Opoczno y a 67 kilómetros al sureste de la capital regional Łódź.